# Етиен Паскал
Етиен Паскал (на френски: Étienne Pascal) е бащата на големия философ, математик и физик Блез Паскал. Баща и на две дъщери — Жилберт (родена в 1620 г.) и Жаклин (родена в 1625 г.)
Етиен Паскал е дребен аристократ и местен съдия. Има научни интереси в областта на геометрията. Изследва свойствата на математическата крива, известна като охлюв на Паскал.
Той полага основите на образованието на сина си и пробужда интереса му към математиката. Математико-физическият кръжок, в който Етиен членува, през 1666 г. се преобразува в Парижка академия на науките.